# Reigen
Reigen (霊元天皇, Reigen-tennō; 9 luglio 1654 – 24 settembre 1732) è stato il 112º imperatore del Giappone secondo il tradizionale ordine di successione.

## Biografia
Regnò dal 1663  sino al 1687. Il suo nome personale era Satohito (識仁?, Satohito). Era il sedicesimo figlio dell'imperatore Go-Mizunoo.
Dalla compagna Takatsukasa Fusako (鷹司房子) ebbe Masako mentre da Matsuki Muneko (松木宗子) ebbe Asahito (朝仁親王), che diventerà l'imperatore Higashiyama.